# Wido Daren
Wido Daren is een bestuurslaag in het regentschap Mandailing Natal van de provincie Noord-Sumatra, Indonesië. Wido Daren telt 1124 inwoners (volkstelling 2010).